# Team Veloqx
Team Veloqx est une écurie de sport automobile britannique fondée par Sam Li, un homme d'affaires impliqué dans le marché de l'immobilier. L'écurie a notamment remporté les 12 Heures de Sebring en 2004 et terminée deuxième des 24 Heures du Mans la même année.

## Histoire
Au début des années 2000, l'écurie devient partenaire d'Audi Sport pour exploiter des Audi R8 aux 24 Heures du Mans et en Le Mans Endurance Series.
En 2003, l'écurie exploite une Ferrari 360 Modena GT en championnat britannique des voitures de grand tourisme. E novembre l'écurie remporte les 1 000 kilomètres du Mans en tant que soutient technique de l'écurie Care Racing, et réalise un doublé dans la catégorie GTS avec ses deux Ferrari 550 GTS Maranello.
En 2004, Ontime Automotive s'occupe de la logistique de l'écurie, utilisant notamment deux semi-remorque MAN pour le transport du matériel. L'écurie remporte les 12 Heures de Sebring avec Frank Biela, Allan McNish et Pierre Kaffer ; cette victoire permet à Audi d'accrocher une cinquième victoire consécutive à Sebring,. Aux 24 Heures du Mans, Audi Sport UK Team Veloqx s'incline face aux Audi R8 d'Audi Sport Japan Team Goh pour quarante-et-une secondes seulement.
L'écurie met un terme à ses activités en novembre 2004,. Toutefois, Sam Li, le propriétaire de l'équipe explique qu'un retour n'est pas à exclure : « À cause d’une combinaison de facteurs externes, il s’avère impossible pour Veloqx de poursuivre ses objectifs commerciaux en 2005. Devant l’absence d’un programme pour l’année prochaine, il est difficile de garder certaines des personnes les plus talentueuses au monde. C’est donc avec beaucoup de tristesse que nous avons pris la décision de fermer nos activités de sport automobile en ce moment. L’approche la plus judicieuse est de conserver nos ressources, de maximiser notre rentabilité dans d’autres domaines du groupe et revenir au moment le plus approprié ». Mais l'écurie n'est finalement jamais revenu en compétition automobile.